# Agen-d’Aveyron
Agen-d’Aveyron (okzitanisch: Agenh) ist eine französische Gemeinde mit 1.120 Einwohnern (Stand: 1. Januar 2022) im Département Aveyron in der Region Okzitanien (vor 2016: Midi-Pyrénées). Sie gehört zum Arrondissement Millau und zum Kanton Causse-Comtal. Die Einwohner werden Agentols genannt.

## Geographie
Agen-d’Aveyron liegt etwa acht Kilometer ostnordöstlich von Rodez am Aveyron. Umgeben wird Agen-d’Aveyron von den Nachbargemeinden La Loubière im Norden und Nordwesten, Montrozier im Osten und Nordosten, Le Vibal im Süden und Südosten sowie Sainte-Radegonde im Westen und Südwesten.

## Bevölkerungsentwicklung
| Jahr                       | 1962 | 1968 | 1975 | 1982 | 1990 | 1999 | 2006 | 2018 |
| Einwohner                  | 535  | 574  | 668  | 724  | 865  | 1012 | 1057 | 1069 |
| Quellen: Cassini und INSEE |      |      |      |      |      |      |      |      |

## Sehenswürdigkeiten
- Dolmen von Agen, Monument historique seit 1997

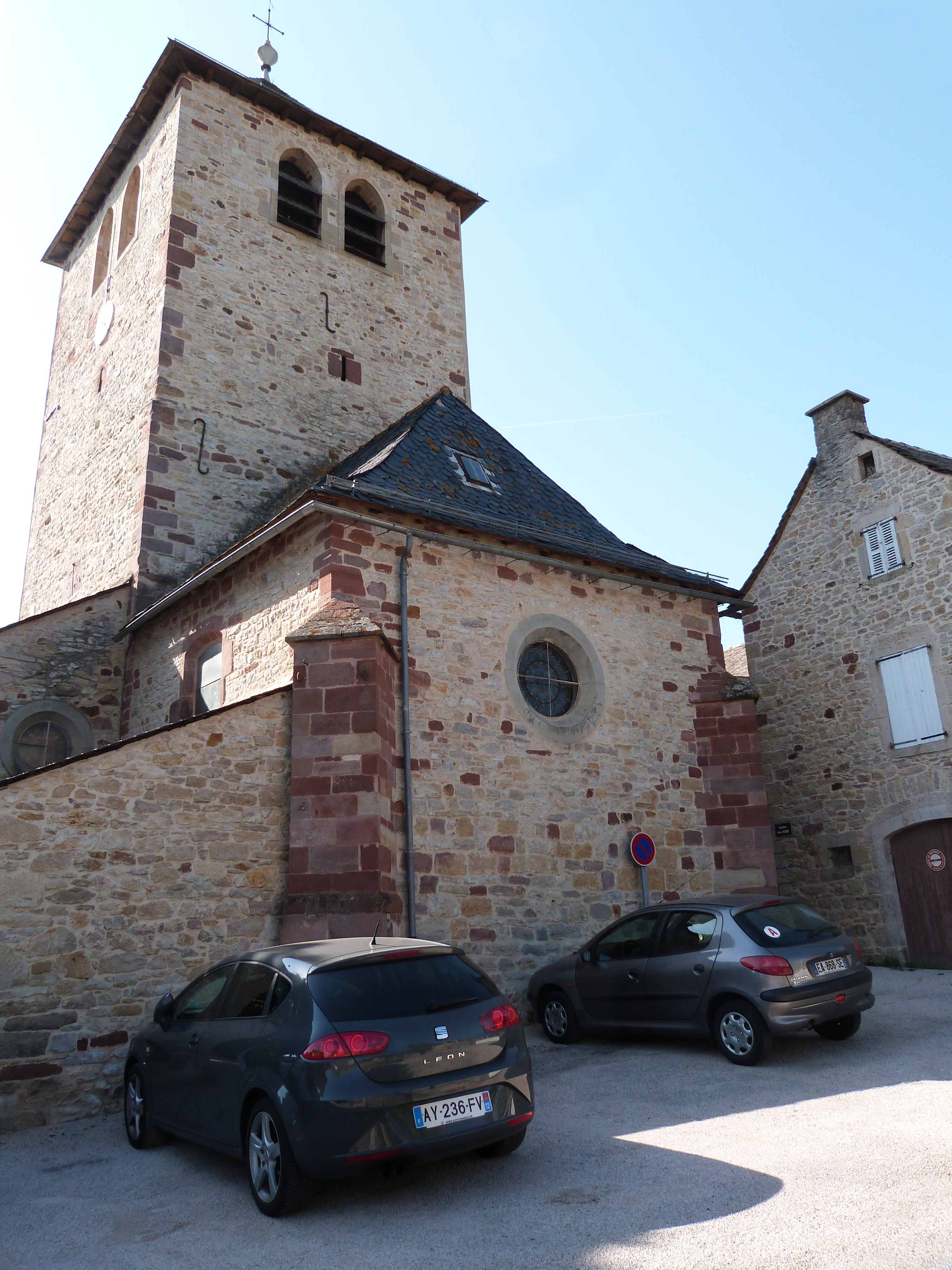
Kirche Saint-Julien

- Kirche Saint-Julien